# Championnat du monde de badminton par équipes masculines 2000
Navigation
Hong Kong 1998 Canton 2002
La 21e édition du championnat du monde de badminton par équipes masculines, appelé également Thomas  Cup, a eu lieu du 11 au 21 mai 2000 à Kuala Lumpur en Malaisie.

## Format de la compétition
49 nations participent à la Thomas Cup. À l'issue d'une phase de qualifications, 6 équipes accèdent à la phase finale où elles sont rejointes par le tenant du titre et le pays organisateur qui sont qualifiés d'office.
Ces 8 nations sont placées dans 2 groupes de 4 équipes, où chacune rencontre les 3 autres. Les deux premiers se qualifient pour des demi-finales croisées.
Chaque rencontre se joue en 5 matches : 3 simples et 2 doubles qui peuvent être joués dans n'importe quel ordre (accord entre les équipes).

## Qualifications
- Qualifié pour la phase finale

### A Sofia, Bulgarie
| Groupe A           | Groupe A | Groupe A       |
| ------------------ | -------- | -------------- |
| Pologne            | 5-0      | Espagne        |
| Pologne            | 4-1      | Islande        |
| Islande            | 3-2      | Espagne        |
| Groupe B           |          |                |
| Ukraine            | 5-0      | Grèce          |
| Ukraine            | 4-1      | Tchéquie       |
| Ukraine            | 5-0      | Slovaquie      |
| République tchèque | 5-0      | Grèce          |
| République tchèque | 5-0      | Slovaquie      |
| Slovaquie          | 5-0      | Grèce          |
| Groupe C           |          |                |
| Pérou              | 3-2      | Mexique        |
| Pérou              | 4-1      | Brésil         |
| Pérou              | 3-2      | Slovénie       |
| Slovénie           | 3-2      | Mexique        |
| Slovénie           | 3-2      | Brésil         |
| Mexique            | 3-2      | Brésil         |
| Groupe D           |          |                |
| Portugal           | 3-2      | Suisse         |
| Portugal           | 4-1      | Norvège        |
| Portugal           | 4-1      | Afrique du Sud |
| Suisse             | 4-1      | Norvège        |
| Suisse             | 5-0      | Afrique du Sud |
| Norvège            | 4-1      | Afrique du Sud |
| Groupe E           |          |                |
| Bulgarie           | 5-0      | Chypre         |
| Bulgarie           | 5-0      | Guatemala      |
| Bulgarie           | 5-0      | Hongrie        |
| Guatemala          | 4-1      | Chypre         |
| Guatemala          | 4-1      | Hongrie        |
| Hongrie            | 5-0      | Chypre         |
| Groupe F           |          |                |
| Finlande           | 5-0      | Moldavie       |
| Finlande           | 5-0      | Russie         |
| Russie             | 5-0      | Moldavie       |
| Groupe G           |          |                |
| Belgique           | 3-2      | Autriche       |
| Belgique           | 5-0      | Israël         |
| Belgique           | 3-2      | Pays de Galles |
| Pays de Galles     | 3-2      | Autriche       |
| Pays de Galles     | 5-0      | Israël         |
| Autriche           | 5-0      | Israël         |

| Groupe W   | Groupe W | Groupe W   |
| ---------- | -------- | ---------- |
| Danemark   | 5-0      | Canada     |
| Danemark   | 5-0      | Ukraine    |
| Danemark   | 5-0      | Finlande   |
| Ukraine    | 3-2      | Canada     |
| Ukraine    | 3-2      | Finlande   |
| Finlande   | 3-2      | Canada     |
| Groupe X   |          |            |
| Angleterre | 4-1      | États-Unis |
| Angleterre | 4-1      | Bulgarie   |
| Angleterre | 5-0      | Pérou      |
| États-Unis | 3-2      | Bulgarie   |
| États-Unis | 5-0      | Pérou      |
| Bulgarie   | 5-0      | Pérou      |
| Groupe Y   |          |            |
| Allemagne  | 3-2      | Pays-Bas   |
| Allemagne  | 4-1      | Écosse     |
| Allemagne  | 4-1      | Portugal   |
| Pays-Bas   | 4-1      | Écosse     |
| Pays-Bas   | 5-0      | Portugal   |
| Portugal   | 3-2      | Écosse     |
| Groupe Z   |          |            |
| Suède      | 5-0      | France     |
| Suède      | 4-1      | Pologne    |
| Suède      | 5-0      | Belgique   |
| Pologne    | 4-1      | France     |
| Pologne    | 3-2      | Belgique   |
| France     | 3-2      | Belgique   |

| Demi-finales    | Demi-finales | Demi-finales |
| --------------- | ------------ | ------------ |
| Danemark        | 3-1          | Angleterre   |
| Suède           | 3-1          | Allemagne    |
| Troisième place |              |              |
| Angleterre      | 3-0          | Allemagne    |
| Finale          |              |              |
| Danemark        | 3-2          | Suède        |

### À New Delhi, Inde
| Groupe A  | Groupe A | Groupe A  |
| --------- | -------- | --------- |
| Thaïlande | 5-0      | Népal     |
| Thaïlande | 5-0      | Sri Lanka |
| Thaïlande | 5-0      | Maurice   |
| Maurice   | 5-0      | Népal     |
| Maurice   | 3-2      | Sri Lanka |
| Sri Lanka | 5-0      | Népal     |
| Groupe B  |          |           |
| Singapour | 3-2      | Australie |
| Singapour | 5-0      | Iran      |
| Australie | 4-1      | Iran      |

| Groupe X     | Groupe X | Groupe X       |
| ------------ | -------- | -------------- |
| Chine        | 5-0      | Taipei chinois |
| Chine        | 5-0      | Hong Kong      |
| Chine        | 4-1      | Thaïlande      |
| Thaïlande    | 3-2      | Taipei chinois |
| Thaïlande    | 3-2      | Hong Kong      |
| Hong Kong    | 3-2      | Taipei chinois |
| Groupe Y     |          |                |
| Corée du Sud | 3-2      | Japon          |
| Corée du Sud | 3-2      | Inde           |
| Corée du Sud | 5-0      | Singapour      |
| Inde         | 4-1      | Japon          |
| Inde         | 5-0      | Singapour      |
| Japon        | 5-0      | Singapour      |

| Demi-finales    | Demi-finales | Demi-finales |
| --------------- | ------------ | ------------ |
| Chine           | 3-0          | Inde         |
| Corée du Sud    | 3-0          | Thaïlande    |
| Troisième place |              |              |
| Inde            | 3-1          | Thaïlande    |
| Finale          |              |              |
| Chine           | 3-0          | Corée du Sud |

## Tournoi final

### Pays participants
| Confédération   | Pays                      |
| --------------- | ------------------------- |
| Asie            | Corée du Sud Chine Inde   |
| Europe          | Danemark Suède Angleterre |
| Tenant du titre | Indonésie                 |
| Pays hôte       | Malaisie                  |

### Phase de groupes

#### Groupe A
| Équipe       | J | G | P |
| ------------ | - | - | - |
| Corée du Sud | 3 | 3 | 0 |
| Danemark     | 3 | 2 | 1 |
| Malaisie     | 3 | 1 | 2 |
| Inde         | 3 | 0 | 3 |

| Résultats    | Résultats | Résultats |
| ------------ | --------- | --------- |
| Corée du Sud | 3-2       | Danemark  |
| Corée du Sud | 3-2       | Malaisie  |
| Corée du Sud | 4-1       | Inde      |
| Danemark     | 3-2       | Malaisie  |
| Danemark     | 5-0       | Inde      |
| Malaisie     | 4-1       | Inde      |

#### Groupe B
| Équipe     | J | G | P |
| ---------- | - | - | - |
| Indonésie  | 3 | 3 | 0 |
| Chine      | 3 | 2 | 1 |
| Angleterre | 3 | 1 | 2 |
| Suède      | 3 | 0 | 3 |

| Résultats  | Résultats | Résultats  |
| ---------- | --------- | ---------- |
| Indonésie  | 4-1       | Chine      |
| Indonésie  | 5-0       | Angleterre |
| Indonésie  | 5-0       | Suède      |
| Chine      | 4-1       | Angleterre |
| Chine      | 5-0       | Suède      |
| Angleterre | 4-1       | Suède      |

### Phase finale

#### Tableau
|  | Demi-finales | Demi-finales |           |   | Finale | Finale |
|  | Demi-finales | Demi-finales |           |   | Finale | Finale |
|  |              |              |           |   |        |        |
|  |              |              |           |   |        |        |
|  |              |              |           |   |        |        |
|  | Indonésie    | 3            |           |   |        |        |
|  | Indonésie    | 3            |           |   |        |        |
|  | Danemark     | 2            |           |   |        |        |
|  | Danemark     | 2            | Indonésie | 3 |        |        |
|  |              |              | Indonésie | 3 |        |        |
|  |              | Chine        | 0         |   |        |        |
|  | Corée du Sud | Chine        | 0         | 1 |        |        |
|  | Corée du Sud |              |           | 1 |        |        |
|  | Chine        | 3            |           |   |        |        |
|  | Chine        | 3            |           |   |        |        |

#### Demi-finales
| 18 mai | Corée du Sud                 | 1 - 3 | Chine                  | Score             |
| ------ | ---------------------------- | ----- | ---------------------- | ----------------- |
| SH     | Lee Hyun-il                  | 0-1   | Xia Xuanze             | 6-15, 5-15        |
| SH     | Ahn Jae-chang                | 0-1   | Ji Xinpeng             | 12-15, 10-15      |
| DH     | Kim Dong-moon / Ha Tae-kwon  | 1-0   | Yu Jinhao / Chen Qiqiu | 15-11, 5-15, 15-9 |
| DH     | Lee Dong-soo / Yoo Yong-sung | 0-1   | Zhang Wei / Zhang Jun  | 9-15, 15-12, 9-15 |
| SH     | Park Tae-sang                | -     | Luo Yigang             | non joué          |

| 19 mai | Indonésie                      | 3 - 2 | Danemark                              | Score               |
| ------ | ------------------------------ | ----- | ------------------------------------- | ------------------- |
| SH     | Hendrawan                      | 0-1   | Peter Gade                            | 15-12, 16-17, 11-15 |
| SH     | Taufik Hidayat                 | 1-0   | Poul-Erik Høyer Larsen                | 15-11, 15-9         |
| SH     | Marleve Mainaky                | 1-0   | Kenneth Jonassen                      | 15-14, 15-13        |
| DH     | Tony Gunawan / Rexy Mainaky    | 1-0   | Martin Lundgaard Hansen / Lars Paaske | 15-7, 15-3          |
| DH     | Candra Wijaya / Sigit Budiarto | 0-1   | Jesper Larsen / Jens Eriksen          | 15-8, 15-17, 16-17  |

#### Finale
| 21 mai | Indonésie                      | 3 - 0 | Chine                  | Score             |
| ------ | ------------------------------ | ----- | ---------------------- | ----------------- |
| SH     | Hendrawan                      | 1-0   | Xia Xuanze             | 11-15, 15-7, 15-9 |
| DH     | Tony Gunawan / Rexy Mainaky    | 1-0   | Yu Jinhao / Chen Qiqiu | 15-9, 15-2        |
| SH     | Taufik Hidayat                 | 1-0   | Ji Xinpeng             | 15-9, 17-14       |
| DH     | Candra Wijaya / Sigit Budiarto | -     | Zhang Wei / Zhang Jun  | non joué          |
| SH     | Marleve Mainaky                | -     | Luo Yigang             | non joué          |